# مكتب رئيس العمليات البحرية
OP-20-G أو ‹‹مكتب رئيس العمليات البحرية OPNAV، الشعبة العشرون في مكتب الاتصالات البحرية، قسم جي/ أمن الاتصالات››، مجموعة الاستخبارات وتحليل الإشارات بالبحرية الأمريكية خلال الحرب العالمية الثانية. وكانت مهمّتها اعتراض الاتصالات البحرية وفك تشفيرها وتحليلها من القوات البحرية اليابانية والألمانية والإيطالية. بالإضافة إلى ذلك، نسخ OP-20-G الرسائل الدبلوماسية للعديد من الحكومات الأجنبية. وُجِهت معظم جهود الأقسام صوب اليابان وتضمّنت فك شفرة أسطول الكتاب ‹‹الأزرق›› الياباني مبكرًا. أصبح هذا ممكنًا عن طريق مواقع اعتراض المعلومات ومواقع الباحث عن التردد العالي (HFDF) في المحيط الهادئ والأطلسي والقارة الأمريكية، فضلاً عن مدرسة تشفير البرقيات اليابانية لمشغلي الراديو في واشنطن العاصمة.

## لمحة تاريخية
أصبح قسم الشيفرة والإشارات رسميًا جزءًا من شعبة الاتصالات البحرية (DNC)، باعتباره Op-20-G، في 1 يوليو 1922. في يناير 1924، عُيّن ملازم في البحرية الأمريكية يبلغ من العمر 34 عامًا يدعى لورانس فراي سافورد ليوسّع نطاق OP-20-G لتشمل اعتراض الراديو. كان يعمل في الغرفة 2646 في الطابق العلوي من مبنى وزارة البحرية في واشنطن العاصمة.
بالطبع، كانت اليابان هدفًا رئيسيًا لاعتراض وتحليل شفرات الراديو، ولكن كانت هناك مشكلة في العثور على موظفين يمكنهم التحدث باللغة اليابانية. كان لدى البحرية عدد من الضباط الذين خدموا بصفة دبلوماسية في اليابان وكان بإمكانهم تحدّث اللغة اليابانية بطلاقة، ولكن كان هناك نقص في مشغلي البرقيات اللا سلكية الذين يمكنهم قراءة رسائل شيفرة وابون اليابانية المُرسلة بكتابة كانا (kana) المقطعية. لحسن الحظ، شكّل عدد من مشغلي البرقيات اللا سلكية بالبحرية والبحرية الأمريكية الذين يعملون في المحيط الهادئ مجموعة غير رسمية في عام 1923 لمقارنة الملاحظات حول عمليات تحويل كانا اليابانية. أربعة من هؤلاء الرجال أصبحوا مُدرسي فن قراءة كانا عندما بدأت البحرية إجراء دروس في هذه المادة في عام 1928.
وكان طاقم الغرفة 2426 يقدّم الدروس، وأصبح مشغلو البرقيات اللا سلكية يُعرفون باسم «عصابة على السقف»  (On-The-Roof Gang). بحلول يونيو 1940، ضمّت
 OP-20-G 147 شخصًا بين ضباط ورجال ومدنيين مجنّدين مرتبطين بشبكة من مراكز التنّصت اللا سلكية واسعة الانتشار كانتشار الجيش.
بذلت  OP-20-G بعض الجهد في التشفيرات الدبلوماسية اليابانية، ولكن كان تركيز المنظمة الأساسي على التشفيرات العسكرية اليابانية. حصلت البحرية الأمريكية لأوّل مرّة على التشفيرات البحرية اليابانية في عام 1922، عندما تسلّل عملاء البحرية إلى القنصلية اليابانية في مدينة نيويورك، وكسروا الخزنة، والتقطوا صوراً لصفحات لدفتر شيفرات ياباني، ثم غادروا بعد أن أعادوا كل شيء إلى ما كان عليه عندما وجدوه.
قبل الحرب، كان مكتب الشيفرات البحرية يعمل من ثلاث قواعد رئيسية:
- محطة نيغات (NEGAT) في المقر الرئيسي في واشنطن العاصمة.
- محطة هيبو (HYPO) أوFRUPAC))، قسم في ميناء بيرل في هاواي.
- محطة كاست (CAST)، قسم في الكهوف المحصّنة في جزيرة كوريجيدور في الفلبين، فيها محطات لكاسري الشيفرات ولشبكة التنصّت ولتحديد اتجاه الراديو.

تأسّست فروميل (FRUMEL) في ملبورن عندما أُجليَ موظفو استخبارات الإشارات البحرية من الفلبين إلى أستراليا. ذهب موظفو استخبارات الإشارات التابعين للجيش إلى المكتب المركزي.
عرقلت البيروقراطية والتنافس جهاز استخبارات الإشارات التابع للجيش الأمريكي (SIS) وOP-20-G، بسبب تنافسهما على تقديم بيانات استخباراتهم، والتي كان اسمها الرمزي ‹‹ماجيك››، إلى كبار المسؤولين. وما زاد الأمور تعقيدًا أن خفر السواحل ومكتب التحقيقات الفيدرالي وحتى هيئة الاتصالات الفيدرالية (FCC) كان لديهم أيضًا عمليات اعتراض لا سلكية.
كان للمنظمة البحرية في OP-20-G  هرمية تقليدية أكثر من تلك التي كانت في الجيش في أرلينغتون هول التي تمتّعت بالكفاءات أكثر مما فعلت بالرُتب (مثل بلتشلي بارك)، على الرغم من أنها منحت مكافآت مالية لـ ‹‹مدنيين بالزي الرسمي›› مع رتبة حسب العمر (ملازمًا إن كان العمر 28 أو أقل، ملازمًا أول إن كان 35 أو رائدًا إن كان أكبر من 35 عامًا). لكن السلطة كانت بحسب ‹‹الرُتبُات العسكرية النظامية››. أرادت البحرية أن يمنع الجيش المدنيين من لمس آلة تشفير سيغابا (SIGABA) كما تُمنع البحرية من ذلك؛ على الرغم من أن مدنيًّا (وليام فريدمان) كان هو من طوّر الآلة. في عام 1942، أبلغ زائر من البحرية الملكية واختصاصي الاعتراض، القائد ساندويث، عن «الكراهية السائدة لليهود في البحرية الأمريكية بينما كان تقريبًا كل كاتبي الشيفرات البارزين في الجيش يهودًا».
في عام 1940، توصّل SIS وOP-20-G  إلى اتفاق على المبادئ التوجيهية للتعامل مع.MAGIC كان الجيش مسؤولاً عن الأيام ذات التاريخ الزوجي، بينما كانت البحرية مسؤولة عن الأيام الفردية. لذلك في الدقيقة الأولى بعد منتصف الليل في 6 ديسمبر 1941، تسلّمت البحرية. لكن الرائد في البحرية الأمريكية ألوين كرامر لم يكن لديه موظف إغاثة (على خلاف الجيش، مع دوسنبيري وبراتون)؛ وفي تلك الليلة اقتادته زوجته عنوة. كان أيضًا مسؤولاً عن إيصال معلومات MAGIC إلى الرئيس. في يناير 1941 وافق الجيش على تزويد البيت الأبيض في أشهر يناير ومارس ومايو ويوليو وسبتمبر ونوفمبر، والبحرية في فبراير وأبريل ويونيو وأغسطس وأكتوبر وديسمبر. لكن في مايو 1941 عُثِر على وثائق MAGIC في مكتب مساعد روزفلت العسكري إدوين ‹‹با›› واتسون وسيطرت البحرية، في حين قدّم الجيش الماجيك MAGIC إلى وزارة الخارجية بدلاً من ذلك.
وكانت النتيجة أن الكثير من معلومات MAGIC تتأخّر أو لا تُستخدم. لم تكن هناك عملية فعّالة لتقييم وتنظيم المعلومات الاستخباراتية، كما كان الحال عندما قدّمتها وكالة استخبارات واحدة بعد الحرب.

## الهجوم على بيرل هاربر
في الساعات الأولى من صباح يوم 7 ديسمبر 1941، التقطت محطة اعتراض الاتصالات التابعة للبحرية الأمريكية في فورت وارد بجزيرة بينبريدج بواشنطن رسالة راديوية أرسلتها الحكومة اليابانية إلى السفارة اليابانية في واشنطن العاصمة. كانت تلك الرسالة الأخيرة من سلسلة 14 رسالة أُرسِلت خلال الـ 18 ساعة الماضية.
استطاعت آلة بيربل التناظرية (PURPLE) فكّ تشفيرها في OP-20-G ومُررت إلى SIS للترجمة من اليابانية، في وقت مبكر من صباح يوم 7 ديسمبر. تفحّص الرائد روفوس إس. براتون والرائد في البحرية ألوين كرامر الشيفرات على نحو مستقل.
أوعزت الشيفرات السفير الياباني في واشنطن بإبلاغ وزير الخارجية الأمريكي، كورديل هول، في الساعة الواحدة بعد الظهر بتوقيت واشنطن بأن المفاوضات بين الولايات المتحدة واليابان قد انتهت. كان مقرّرًا على السفارة آنذاك تدمير آلات التشفير الخاصة بها. بدا هذا على أنه بداية حرب، وعلى الرغم من أن الرسالة لم تذكر شيئًا عن أي عمل عسكري محدّد، فقد أدرك كرامر أيضًا أن الشمس ستشرق على ظلمات وسط وغرب المحيط الهادئ بحلول ذلك الوقت. حاول الرجلان التواصل مع رئيس أركان الجيش الجنرال جورج كاتليت مارشال.
بعد بعض التأخيرات المؤلمة، حصل مارشال على فك التشفير وفحصها فحصًا منهجيًا. أدرك أهميتها وأرسل تحذيرًا إلى القادة الميدانيين، بمن فيهم اللواء والتر شورت، قائد الجيش في هاواي. ومع ذلك، كان مارشال مترددًا في استخدام الهاتف لأنه كان يعلم أن أجهزة تشويش الهاتف لم تكن آمنة جدًا وأرسل الرسالة عبر قنوات أقل مباشرة. نظرًا للقيود والسفن الصغيرة المختلفة، حصل شورت على الرسالة بعد عدة ساعات من تدمير القنابل اليابانية لأسطول البحرية الأمريكية وهو راسٍ ميناء بيرل.

## ما بعد بيرل هاربر
في فبراير 1942، أدّت صراعات السلطة داخل البحرية إلى تهميش لورانس سافورد، بدعم من الأدميرال إرنست كينج وريتشموند ك. تيرنر (وجوزيف ريدمان) من أجل مركزية السيطرة على الاعتراض البحري وكسر الشيفرات في واشنطن. لذلك، كان هناك قسمان جديدان يرأسهما جون ر. ريدمان (قسم الاستخبارات القتالية للاتصالات) وجوزيف فينغر (قسم تشفير الاتصالات، للتعامل مع فك التشفير والترجمة). انتقل سافورد إلى الدعم الإداري ولعب دورًا في أبحاث التشفير، وبهذا هُمِّش دوره لبقية الحرب، كما حصل في النهاية مع جوزيف روشفورت في هاواي أيضًا.
مع تقدّم اليابانيين في الفلبين، واحتمال غزو هاواي، وتزايد الطلب على الاستخبارات، اتخذت OP-20-G مسارين للعمل:
• نُقِلَ موظفو وأجهزة كاست (CAST) تدريجيًا إلى محطة أمريكية أسترالية بريطانية شُيّدت حديثًا، وهي محطة فروميل (FRUMEL) في ملبورن في أستراليا. 
• أُنشئ مركز استخبارات إشارات آخر، يعرف باسم نيغات (NEGAT) في واشنطن، باستخدام عناصر من مقرات. OP-20-G 

### ملحق الاتصالات البحرية
في صيف عام 1942، مرّت البحرية بحركات لربما كانت تهدف إلى تقاسم أماكن العمل مع SIS في الجيش، لكن القائد جوزيف فينغر اختار ‹‹المأوى المثالي الجديد›› لسرعة OP-20-G في التوسّع بسرعة وحصل على كلية خاصة للبنات في جامعة ماونت فيرنون للنساء مقابل 800000 دولار (جزء صغير مما كانت تستحقه المباني والأراضي آنذاك). لذلك، في 7 فبراير 1943، افتُتِح ما كان يسمى ‹‹ملحق الاتصالات البحرية››، وانتقل الموظفون خلال الشهرين التاليين.